# Caballos desbocados
Caballos desbocados (奔馬; Homba) es una novela escrita por Yukio Mishima publicada en el año 1969. Se trata de la segunda de las cuatro novelas que integran la tetralogía del escritor japonés titulada El mar de la fertilidad. También destaca por la inclusión de una narración, titulada "La liga del Viento Divino" y que relata un famoso episodio que aborda el ocaso de los samuráis, comúnmente interpretada como una suerte de anticipación del posterior suicidio ritual de Mishima.

## Argumento
Ambientada en el Japón de 1932, la trama gira en torno a un complot urdido por un grupo de jóvenes idealistas. Mediante una serie de atentados terroristas los jóvenes buscan acabar con el orden político establecido y contra la cúpula económica del país a quienes consideran responsables de haber traicionado al Emperador. 
Isao Iinuma, cuyo padre regenta una Academia de Patriotismo, organiza en torno a él a un grupo de veinte jóvenes dispuestos a llevar a cabo una acción violenta contra el poder establecido: sabotearán las subestaciones eléctricas, asaltarán el Banco del Japón y asesinarán a los dueños de las principales empresas del país. Después, para demostrar la pureza de sus intenciones y su devoción al Emperador, se suicidarán. Fracasado el plan Shigekune Honda se sentirá obligado a abandonar sus funciones de juez en Osaka para ejercer de abogado de este grupo revolucionario. 

## Personajes
- Isao Iinuma: Joven de diecinueve años, experto en la práctica del kendo y líder de los terroristas. Hijo de Shigeyuki Iinuma y reencarnación, sin que él lo sepa, de Kiyoaki Matsugae. Siente una absoluta devoción por el Emperador y desea llevar a cabo una acción violenta que acabe con la cúpula económica del país y provoque una Restauración del poder imperial.
- Shigekune Honda: Juez de treinta y ocho años. Reconoce la reencarnación de Kiyoaki en Isao al verlo bañarse desnudo bajo una cascada, tal y como le había anunciado aquel antes de morir. Abandona su puesto de juez para llevar la defensa de Isao y su grupo tras el fracaso de la intentona.
- Makiko Kito: Hija de un general y divorciada de su primer marido. Establece una intensa relación sentimental con Isao, lo que le lleva a mentir en el juicio para defenderlo.
- Shigeyuki Iinuma: Padre de Isao y director de una Academia de Patriotismo, donde forma a los jóvenes en los valores tradicionales de devoción hacia el Emperador. Sin embargo, él mismo descubre a la policía los planes de su hijo para evitar que este se suicide.
- Busuké Kurahara: Personaje secundario que representa a las fuerzas económicas del país. Sobre él se vierte todo el odio de los jóvenes terroristas y acaba siendo el objeto principal de la acción de Isao.

## Análisis
Tanto por lo que respecta a los personajes como por ser uno de los motivos temáticos centrales la reencarnación, Caballos desbocados es la continuación, diecinueve años después, de la trama iniciada en la primera novela de la tetralogía Nieve de primavera. El principal nexo de unión es el personaje de Shigekuni Honda, amigo íntimo de Kiyoaki Matsugae, el protagonista de Nieve de primavera, y abogado defensor de Isao Iinuma, el protagonista de Caballos desbocados. También proviene de la primera novela el personaje de Shigeyuki Iinuma antaño tutor de Kiyoaki y ahora padre de Isao. Por otra parte Isao resulta ser la reencarnación del fallecido Kiyoaki, algo que solo Honda llega a percibir, y que estrecha la relación entre ambos personajes a lo largo de toda la novela.
Caballos desbocados se centra en la situación política de Japón en los años treinta y en los conflictos sociales provocados por la crisis mundial, todo ello visto desde la perspectiva de los grupos nacionalistas que intentaban suprimir el parlamentarismo político y el capitalismo económico para devolver el poder absoluto al Emperador y volver a las costumbres tradicionales. El intenso lirismo que había caracterizado a la primera novela de la tetralogía, centrada en la historia de amor de los personajes principales, en este caso queda subordinada a la narración de la peripecia política, criminal y judicial del argumento. Sin embargo, el relato se ve constantemente detenido por líricas descripciones del paisaje y realzado por motivos simbólicos que se prolongan a lo largo de todo el libro como sucede con los lirios que el protagonista recoge al principio de la novela y son aludidos constantemente como uno de los motivos temáticos de la sublevación y del juicio.